# Рок (окръг, Уисконсин)
Вижте пояснителната страница за други значения на Рок.
Окръг Рок (на английски: Rock County в превод скала) е окръг в щата Уисконсин, Съединени американски щати. Площта му е 1880 km², а населението - 152 307 души (2000). Административен център е град Джейнсвил. Името на окръга идва от главната река, която протича през него.